# Рахманов, Талгат Лутфуллович
Талга́т Лутфу́ллович Рахма́нов (15 июня 1920 — 24 августа 2010) — советский партийный деятель. Первый секретарь Илишевского райкома КПСС (1962—1987), Герой Социалистического Труда.

## Биография
Родился в многодетной крестьянской семье в деревне Абдулла Манчаровского сельского Совета Илишевского района Башкирии 15 июня 1920 года.
Отец, Лутфулла-агай, служил в царской армии, участвовал в гражданской войне, вместе с односельчанами налаживал новую колхозную жизнь. Своих пятерых детей Лутфулла старался приучить к самостоятельности, умению честно трудиться на родной земле.
Был пограничником на Дальнем Востоке. После войны работал и журналистом, и хозяйственником, и советским работником. Поработав несколько лет на партийных должностях, Талгат Рахманов в 1965 году стал первым секретарем Илишевского райкома КПСС. Двадцать два года он проработал на этом посту, делая все возможное для улучшения благосостояния илишевцев, развития промышленности и сельского хозяйства, строительства нового, современного жилья.
Вышел на пенсию в 1987 году. Последующие годы он не покидал райцентр, жил в своем доме, занимался в саду-огороде. Скончался 24 августа 2010 года.
Член КПСС. Делегат XXIII-XXVII съездов КПСС. Депутат Верховного Совета РСФСР IX-XI созывов.. Депутат Верховного Совета Башкирской АСС 5,
6, 7, 8 созывов.

## Награды и звания
- Герой Социалистического Труда (1966, за высокие результаты во Всесоюзном Социалистическом соревновании и достижения района в 1961—1965 годах).
- Награждён тремя орденами Ленина, орденами Октябрьской Революции (1971), Трудового Красного Знамени (1981), Отечественной войны II степени (1968), медалями СССР (среди них «За победу над Японией», «За победу над Германией»), тремя серебряными и двумя золотыми медалями ВДНХ (1965, 1966, 1984, 1963, 1967).
- Заслуженный работник сельского хозяйства Республики Башкортостан.[3]
- Заслуженный агроном Республики Башкортостан.
- Отличник народного просвещения РСФСР.
- Почетный пограничник СССР.
- Почетный гражданин Илишевского района (2005).